# The Biltmore Hotel

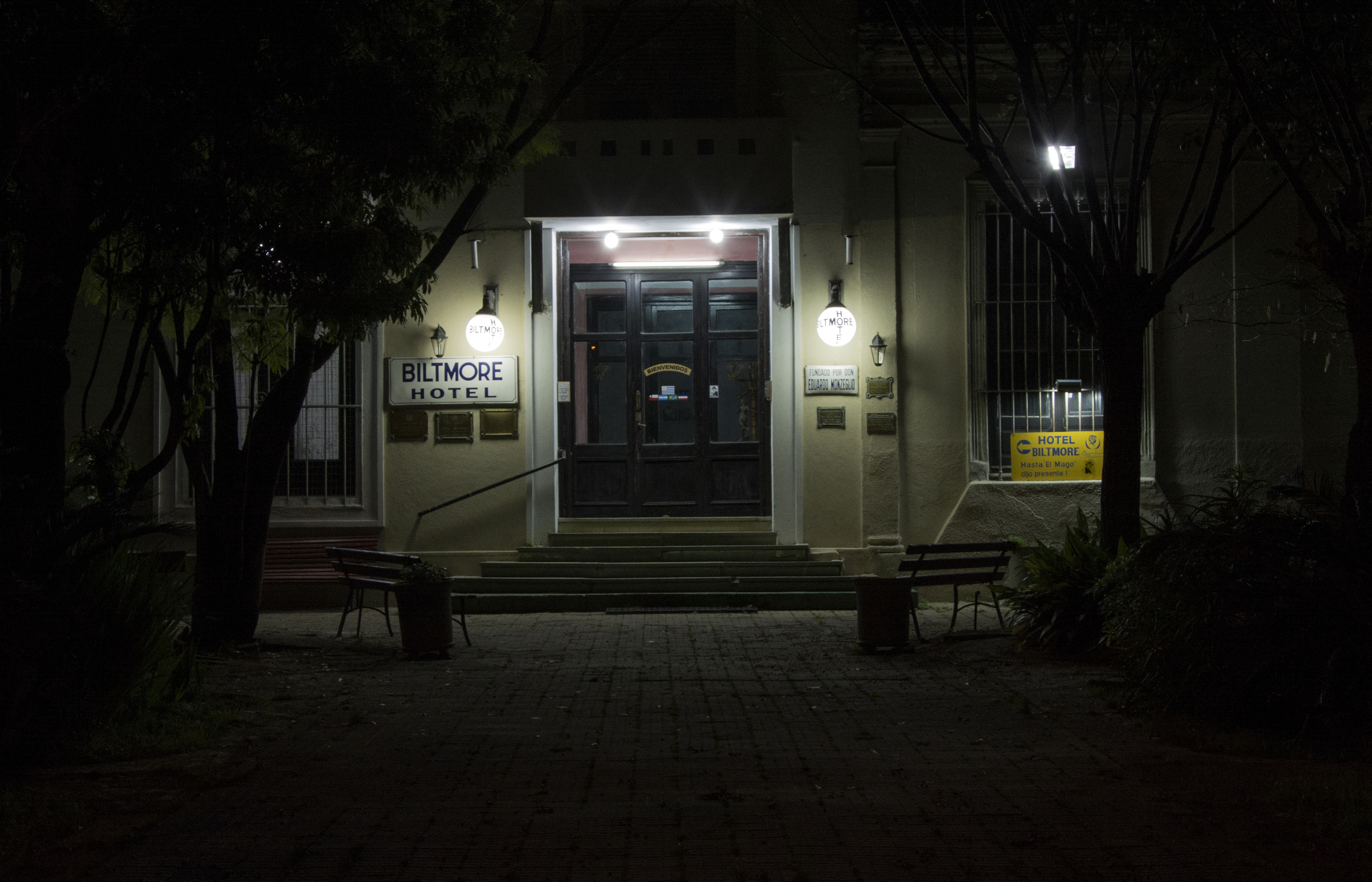
Fachada del Hotel Biltmore, Santa Lucía, Uruguay.

El Hotel Biltmore, previamente conocido como Hotel Oriental, fue el primer hotel turístico del Uruguay. Se encuentra en la ciudad de Santa Lucía, Canelones. 

## Historia

### sigloXIX
Fue fundado el 1 de setiembre de 1872 por José de Buschental bajó el nombre Hotel Oriental. Su fundación es producto del desarrollo que tuvo lugar en la zona con la llegada del ferrocarril, convirtiendo a Santa Lucía en una ciudad balneario del oeste del departamento de Canelones. Desde sus instalaciones, los visitantes podía pasear por el parque de la ciudad (por entonces aún denominada Villa San Juan Bautista), en el entorno del Río Santa Lucía (Uruguay). Grandes personalidades rioplatenses de la segunda mitad del siglo XIX pasaron por sus habitaciones, entre ellas Juan Domingo Sarmiento (1883) y Miguel Juárez Celman (1890). El presidente uruguayo Máximo Santos fijó allí la sede del gobierno durante los veranos de 1885 y 1886. 

### sigloXX
En enero de 1920 el hotel cambia de dueños y de nombre. Eduardo Monzeglio y José Firelli lo rebautizan como The Biltmore Hotel. En 1925 Santa Lucía se declara finalmente ciudad y toma su nombre actual.  Durante este período el hotel se convertiría en lugar de concentración de clubes de fútbol uruguayo y de la región, entre ellos Club Atlético Peñarol, Club Nacional de Football y el  Club Atlético River Plate de Argentina. Es en una de estas ocasiones, en 1933, en que coinciden como huéspedes el plantel del Nacional con Carlos Gardel, dando lugar a un concierto improvisado. Este episodio quedaría guardado en la memoria del hotel y de todos los habitantes de la ciudad, tanto así que la habitación 32, donde aconteció el hecho, se mantiene hasta hoy como estuviera aquella noche, para que los visitantes puedan revivir el momento.
Hasta las décadas de 1950 y 1960, el hotel es sostenible y los visitantes siguen llegando a la ciudad. A partir de la segunda mitad del siglo XX, los altos costos de mantenimiento y la baja en el número de huéspedes hace que su gerenciamiento se vuelva difícil. En 1997 se filma en sus instalaciones la película argentina El faro (película de 1998), protagonizada por Ricardo Darín y Norma Aleandro. En 2001, con motivo de los 29 de la Tragedia de los Andes, se hospeda en el hotel el arriero chileno Sergio Catalán Martínez. En 2004 se filman 2 episodios de la serie "Uruguayos Campeones", dirigida por Israel Adrián Caetano. 

## Instalaciones

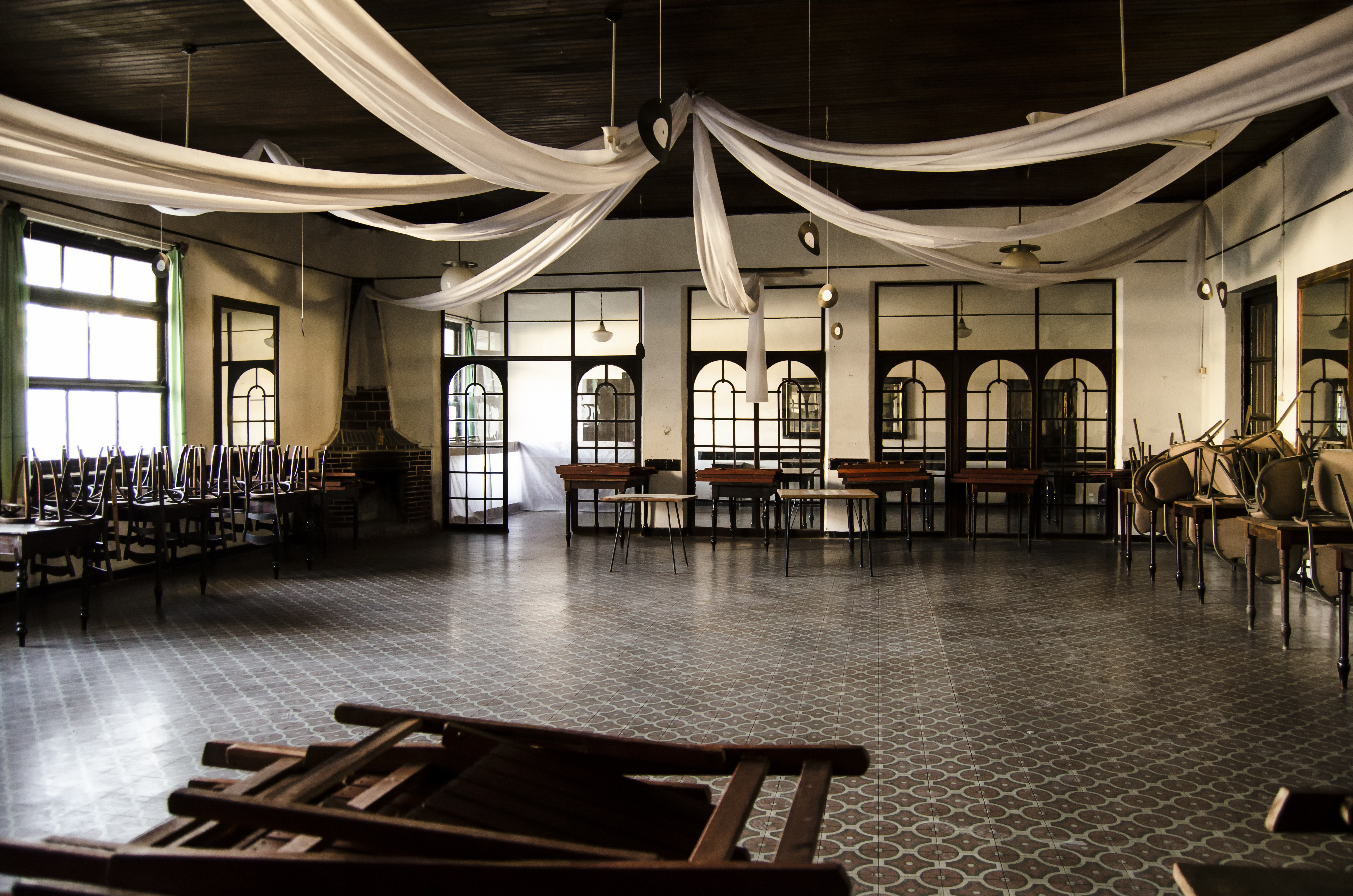
Pista de baile del hotel.

El hotel es de estilo colonial español y cuenta con 34 habitaciones, 2 salas para eventos y patio. Al momento de su fundación se destacaban sus estufas inglesas revestidas con mármol de Carrara y el gran parral que luego mencionara don Domingo Faustino Sarmiento en uno de sus libros Cuentos y Anécdotas.